# Paolo Avitabile

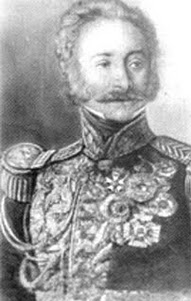
Paolo Avitabile

Paolo Crescenzio Martino Avitabile, Spitzname Abu Tabela, (* 25. Oktober 1791 in Agerola im Königreich Neapel; † 28. März 1850 in Agerola im Königreich beider Sizilien) war ein italienischer General, Abenteurer und Gouverneur von Peschawar während des Ersten Anglo-Afghanischen Krieges. Er diente in den Armeen des Königreich Neapel, Persiens und des Reichs der Sikh.  

## Leben
Avitabile trat als Unteroffizier der Artillerie in die Armee Joachim Murats, des Königs von Neapel, ein. In den napoleonischen Kriegen erwarb er den Rang eines Leutnants. Nach dem Sturz Napoleons und Murats behielt Avitabile seinen Rang und sein Kommando in der Armee des neuen Königreichs beider Sizilien. 1815 zeichnete er sich bei der Belagerung von Gaeta aus.  Frustriert über eine nicht erfolgte Beförderung verließ er die sizilianische Armee und versuchte zuerst in Amerika, später in Asien eine Anstellung zu erlangen.
1820 trat Avitabile in den Dienst des persischen Schahs. Während dieser Zeit stieg er in den Rang eines Khans und eines Obersten der persischen Armee auf. In der Hoffnung auf finanzielle Verbesserung ging er 1827 ins Reich der Sikh. Dieses war durch die Machtübernahme Ranjit Singhs im Punjab entstanden. Avitabile erhielt eine Stelle bei der Artillerie und wurde für das Arsenal und die Geschützgießereien verantwortlich. Für sieben Jahre wurde er Nazim von Wazirabad. Dort erbaute er eine völlig neue Stadt mit einem geraden breiten Basar.
1837 wurde er zum Gouverneur von Peshawar ernannt. Er trat dort die Nachfolge Hari Singh Nalwas an, des Oberbefehlshabers der Armee der Sikh. In Peshawar sorgte Paolo Avitabile durch übermäßig hartes Vorgehen gegen Kriminelle und Aufständische für Ordnung. Dabei verdiente er sich den Spitznamen Abu Tabela (dt. Papa Tabela). Er hatte „an jeder Ecke der Stadt Galgen errichten lassen, um für Ordnung zu sorgen.“ Seine Brutalität dabei ist bis heute in dieser Region sprichwörtlich. Als Gouverneur von Peshawar kontrollierte Avitabile den südlichen Eingang zum Khyber-Pass und unterstützte dort die Briten im Ersten Anglo-Afghanischen Krieg. 1843 kehrte er nach Europa zurück. Nach Aufenthalten in Paris, London und Neapel zog er sich in seinen Heimatort zurück. Dort heiratete er kurz vor seinem Tod seine 19 Jahre alte Cousine. Ob er vom Liebhaber seiner Frau, einem Apotheker, vergiftet wurde, blieb ungeklärt. Sein monumentaler Grabstein befindet sich in der Pfarrkirche San Michele Arcangelo von Agerola.

## Rezeption
Im ersten Band der Flashman Papers von George MacDonald Fraser trifft der Held Flashman in Peshawar auf Paolo Avitabile.